# Мартин Гаррикс
Мартейн Герард Гарритсен (нидерл. Martijn Gerard Garritsen; род. 14 мая 1996, Амстелвен, Северная Голландия, Нидерланды), более известный как Ма́ртин Га́ррикс (нидерл. Martin Garrix) — нидерландский диджей и музыкальный продюсер.
Пять раз лучший диджей мира 2016, 2017, 2018, 2022 и 2024 годов по версии журнала DJ Magazine.

## Музыкальная карьера
Интерес Мартина к музыке начался в возрасте 4-х лет, тогда он учился играть на гитаре. В возрасте 8 лет (в 2004 году) увидел выступление Tiësto на церемонии открытия Олимпийских игр в Афинах. Мартин обратил особое внимание на трек Traffic, что подтолкнуло его на приобретение специализированного программного обеспечения, которое позволило ему начать писать музыку. 12 июня 2014 года окончил с отличием музыкальную школу Herman Brood Academie. Активно выступает на мировых фестивалях, таких как Coachella, Lollapalooza, Sensation, Ultra Music Festival.
В 14 лет подписал контракт с лейблом Spinnin’ Records, где был самым юным резидентом. С артистом Джулианом Джорданом познакомился на музыкальном форуме и они стали сотрудничать. Мартин совмещал учёбу с выступлениями. Молодого парня заметил Tiësto и подписал его трек Torrent на свой лейбл.
Получил известность благодаря треку Animals, который находился в топ-10 в более чем 10 странах. Трек вышел на первое место по покупкам в электронном магазине Beatport и занял первые строчки в таких странах, как Бельгия, Ирландия и Великобритания. Его сингл Wizard, выпущенный совместно с Джеем Хардвеем, был успешным во многих странах в 2014 году.
15 марта 2015 года вышел совместный трек с Ашером Don’t look Down, который ознаменовал переход к новому более мелодичному поп-стилю музыки, смешение поп с EDM. Название трека означает непоколебимость перед теми, кто считает Мартина неудачником или пишет «плохие» комментарии (как сказал сам Мартин в фильме The Ride).
4 мая 2015 года интернет увидел совместный с Tiësto трек The Only Way is Up что означает «Единственный путь — наверх», который вскоре стал использоваться в рекламе компанией 7 Up. Совместная работа стала лучшим Progressive house треком по версии магазина Beatport в 2015.
В 2015 впервые выступил на Ultra Music Festival с часовым сетом из своей музыки и представил 8 новых треков.
В августе 2015 года ушёл с лейбла Spinnin' Records, сославшись на разногласия из-за прав на его музыку. Позже он подал в суд на бывшего менеджера Элко Ван Кутена, который, по словам диджея, предоставил «ложную и вводящую в заблуждение информацию», которая привела его к подписанию контракта с лейблом и менеджментом в 2012 году и его продлению в 2013. По мнению Гаррикса, участие Ван Кутена как в Spinnin' Records, так и в MusicAllStars представляет собой конфликт интересов, и Ван Кутен намеренно ввёл его в заблуждение. В 2017 году дело было передано в голландский суд, который по большей части вынес решение в пользу Гаррикса, согласившись, что у Ван Кутена действительно был конфликт интересов, когда он подписал контракт с артистом, чьим менеджером он на тот момент являлся в собственной звукозаписывающей компании. В результате этого решения, контракт Гаррикса с лейблом был разорван, а молодой продюсер восстановил авторские права на все свои треки, в том числе на свой танцевальный хит «Animals», вышедший в 2013 году.
Весной 2016 открыл свой собственный лейбл STMPD RCRDS и 11 марта выпустил первый трек. В интервью он сказал, что будет выпускать музыку разных жанров.
18 марта 2016 выступил на Ultra Music Festival, где представил много новинок из своего будущего альбома. По предварительным данным, альбом должен был выйти в июне-июле 2016 года.
В апреле 2016 вышел документальный фильм MTV Martin Garrix: The Ride. 19 апреля фильм вышел в русском переводе Дворцова.
В октябре 2016 выпустил 7 треков в знак благодарности своим фанатам. «Я хотел сделать что-нибудь в ответ на вашу невероятную поддержку в этом году. :) Выпущу 7 песен в ближайшие 7 дней» — написал Мартин в Твиттере.
В ноябре 2016 выиграл в номинациях — «Лучший исполнитель в жанре электронной музыки» и «Лучшее выступление в рамках проекта World Stage» в рамках ежегодной премии MTV EMA (Europe Music Awards) 2016.
23 февраля 2018 года совместно с Дэвидом Геттой и Brooks выпустил новый трек под названием Like I Do. Через два дня после выхода Like I Do возглавил церемонию закрытия зимних Олимпийских игр 2018 в Пхёнчхане, где на Олимпийском стадионе отыграл свой сет.
15 июня 2018 года выпустил новый совместный сингл с американским певцом Khalid, который получил название Ocean. 30 июля 2018 совместно с шведским певцом BONN выпустил трек под названием High On Life.
14 сентября 2018 года Мартин выпустил свою коллаборацию с Justin Mylo при участии американского исполнителя Дьюейна Уитмора под названием Burn Out. 19 октября выпустил свой третий мини-альбом под названием «BYLAW», состоящий из пяти треков. В ноябре выпустил новый сингл «Dreamer», записанный при участии американского певца Майка Юнга.

## Личная жизнь
В 2017—2019 годах состоял в отношениях с голландской моделью Шарель Шрик.

## Благотворительность

### 2016
В мае 2016 года Мартин стал хедлайнером мероприятия Fuck Cancer and Magic Bus в Лос-Анджелесе, все вырученные средства с которого пойдут в некоммерческую организацию Fuck Cancer, посвящённый раннему выявлению, профилактике и оказанию поддержки тем, кто болен раком.
В ноябре 2016 начал свой тур по Индии со специальным благотворительным шоу в Мумбаи, в котором приняло участие более 40 тысяч человек.

### 2017
В феврале 2017 Мартин был объявлен как «международный друг» для Детской деревни SOS в Южной Африке, некоммерческая организация, которая «строит семьи для сирот, брошенных, и других уязвимых детей во всем мире». В интервью Billboard он сказал: «Ужасно, что так много детей во всем мире не имеют поддержки и заботливой семьи».

## Дискография
Альбомы
- Sentio (2022)

## Награды
| Год  | Награда                          | Категория                                     | Получатель                     | Результат |
| ---- | -------------------------------- | --------------------------------------------- | ------------------------------ | --------- |
| 2013 | Dance Music Awards               | Лучший электро / прогрессив трек              | Мартин Гаррикс                 | Победа    |
| 2013 | Dance Music Awards               | Диджей года                                   | Мартин Гаррикс                 | Победа    |
| 2013 | Dance Music Awards               | Новичок года                                  | Мартин Гаррикс                 | Победа    |
| 2014 | Young Hollywood Awards           | Музыкальный прорыв                            | Мартин Гаррикс                 | Номинация |
| 2014 | Teen Choice Awards               | Choice Music: электронный танцевальный артист | Мартин Гаррикс                 | Номинация |
| 2014 | Teen Choice Awards               | Choice Music: электронная танцевальная песня  | Animals                        | Номинация |
| 2014 | The Buma Awards                  | Лучшая международная песня                    | Animals                        | Победа    |
| 2014 | MTV Video Music Awards           | Премия MTV Clubland                           | Animals                        | Номинация |
| 2014 | NRJ DJ Awards                    | Лучшая музыка                                 | Animals                        | Победа    |
| 2014 | NRJ DJ Awards                    | Best Live Performance                         | Martin Garrix                  | Победа    |
| 2014 | MTV Europe Music Awards          | Лучший нидерландский артист                   | Martin Garrix                  | Номинация |
| 2014 | World Music Awards               | Лучшая мировая песня                          | Animals                        | Номинация |
| 2014 | World Music Awards               | Лучшее видео в мире                           | Animals                        | Номинация |
| 2014 | World Music Awards               | Лучший мужской артист                         | Мартин Гаррикс                 | Номинация |
| 2014 | World Music Awards               | Лучший артист года                            | Мартин Гаррикс                 | Номинация |
| 2014 | World Music Awards               | Лучший электронный танцевальный музыкант      | Мартин Гаррикс                 | Номинация |
| 2014 | Echo Award                       | Лучший клубный / танцевальный артист          | Мартин Гаррикс                 | Номинация |
| 2015 | YouTube Music Awards             | 50 артистов для просмотра                     | Мартин Гаррикс                 | Победа    |
| 2015 | iHeartRadio Music Awards         | Танцевальная песня года                       | Animals                        | Номинация |
| 2015 | MTV Europe Music Awards          | Лучший электронный артист                     | Мартин Гаррикс                 | Победа    |
| 2015 | MTV Europe Music Awards          | Лучший нидерландский                          | Мартин Гаррикс                 | Номинация |
| 2015 | DJ Awards                        | Лучший Electro / Progressive House            | Мартин Гаррикс                 | Номинация |
| 2015 | DJ Awards                        | Лучший международный диджей                   | Мартин Гаррикс                 | Номинация |
| 2016 | nternational Dance Music Awards  | Лучший Electro / Progressive House Track      | The Only Way Is Up             | Номинация |
| 2016 | nternational Dance Music Awards  | Best Global DJ                                | Мартин Гаррикс                 | Номинация |
| 2016 | MTV Millennial Awards            | Beat Guru                                     | Мартин Гаррикс                 | Победа    |
| 2016 | MTV Europe Music Awards          | Лучший электронный артист                     | Мартин Гаррикс                 | Победа    |
| 2016 | MTV Europe Music Awards          | Лучшее выступление в рамках «MTV World Stage» | Мартин Гаррикс                 | Победа    |
| 2016 | NRJ Music Awards                 | Лучший международный диджей                   | Мартин Гаррикс                 | Победа    |
| 2016 | NRJ Music Awards                 | Лучшее живое выступление                      | Мартин Гаррикс                 | Победа    |
| 2017 | WDM Radio Awards                 | Best DJ                                       | Мартин Гаррикс                 | Победа    |
| 2017 | WDM Radio Awards                 | Лучший диджей                                 | Мартин Гаррикс                 | Номинация |
| 2017 | WDM Radio Awards                 | Король социальных сетей                       | Мартин Гаррикс                 | Победа    |
| 2017 | WDM Radio Awards                 | Лучший мировой трек                           | In The Name of Love            | Номинация |
| 2017 | Kids' Choice Awards              | Любимый DJ / EDM артист                       | Martin Garrix                  | Номинация |
| 2017 | MTV Millennial Awards            | Лучший диджей                                 | Martin Garrix                  | Победа    |
| 2017 | MTV Millennial Awards            | Всемирный Instagrammer года                   | Martin Garrix                  | Номинация |
| 2017 | Electronic Music Awards          | Сингл года                                    | Scared to Be Lonely            | Номинация |
| 2017 | BreakTudo Awards                 | Лучший диджей                                 | There For You feat Troye Sivan | Номинация |
| 2017 | DJ Awards                        | Лучший международный диджей                   | Мартин Гаррикс                 | Номинация |
| 2017 | DJ Awards                        | Лучший бигрум хаус                            | Мартин Гаррикс                 | Номинация |
| 2018 | WDM Radio Awards                 | Лучший диджей                                 | Мартин Гаррикс                 | Победа    |
| 2018 | WDM Radio Awards                 | Лучший диджей                                 | Мартин Гаррикс                 | Номинация |
| 2018 | WDM Radio Awards                 | Король социальных сетей                       | Мартин Гаррикс                 | Номинация |
| 2018 | WDM Radio Awards                 | Лучший басс трек                              | Scared to Be Lonely            | Победа    |
| 2018 | International Dance Music Awards | Лучший артист мужского пола                   | Мартин Гаррикс                 | Номинация |
| 2018 | International Dance Music Awards | Лучшая песня                                  | Scared to Be Lonely            | Номинация |
| 2018 | MTV Europe Music Awards          | Лучший электронный артист                     | Мартин Гаррикс                 | Ожидается |

### DJ MagazineTop 100 DJs
| Год  | Позиция | Примечания | Ист.   |
| ---- | ------- | ---------- | ------ |
| 2013 | 40      | дебют      | [ 14 ] |
| 2014 | 4       | + 36       | [ 14 ] |
| 2015 | 3       | + 1        | [ 14 ] |
| 2016 | Победа  | + 2        | [ 14 ] |
| 2017 | Победа  | -          | [ 14 ] |
| 2018 | Победа  | -          | [ 14 ] |
| 2019 | 2       | - 1        | [ 14 ] |
| 2020 | 3       | - 1        | [ 14 ] |
| 2021 | 2       | + 1        | [ 14 ] |
| 2022 | Победа  | + 1        | [ 14 ] |
| 2023 | 3       | - 2        | [ 14 ] |
| 2024 | Победа  | + 2        | [ 14 ] |